# Психоделический фанк
Психоделический фанк (англ. psychedelic funk) — музыкальный жанр, сочетающий фанк с элементами психоделического рока. Жанр возник в конце 1960-х — начале 1970-х годов в США благодаря таким исполнителям, как Sly and the Family Stone, Джими Хендрикс и коллективу Джорджа Клинтона Parliament-Funkadelic. Психоделический фанк в дальнейшем поспособствовал появлению таких стилей, как джаз-фьюжн в 1970-х и джи-фанк в 1990-х.

## История
Вдохновленная Джими Хендриксом и психоделической культурой, психоделическая соул-группа Sly and the Family Stone заимствовала приемы из психоделической рок-музыки, включая wah-wah педали, фузз-боксы, дилей и вокальные дисторшены.
В 1970 году Хендрикс выпустил трио-альбом Band of Gypsys, который назвали зарождением психоделического фанка. Коллектив Parliament-Funkadelic развили это, используя гитары и синтезаторы, ориентированные на эйсид-рок в открытых фанк-джемах. Альбом Funkadelic 1971 года Maggot Brain был назван журналом Pitchfork памятником жанра.  

## Характеристики
В психоделическом фанке используют музыкальные инструменты, характерные для психоделической музыки, например, ситар. Помимо них в психоделическом фанке звучат инструменты, характерные для фанка — электрогитара с приглушёнными струнами и слэпающий бас.
Метрическая основа — 4/4, играется 16-ми нотами. Обычно пишется в блюзовой пентатонике. Часто гармоническая последовательность отсутствует и вся песня играется на одном аккорде, так как основа фанка — это грув. А иногда это блюзовый квадрат — четыре такта играется на тонической гармонии, два такта на субдоминанте, два такта на тонике, два такта на доминанте, два такта на тонике.